# Linksausdreher

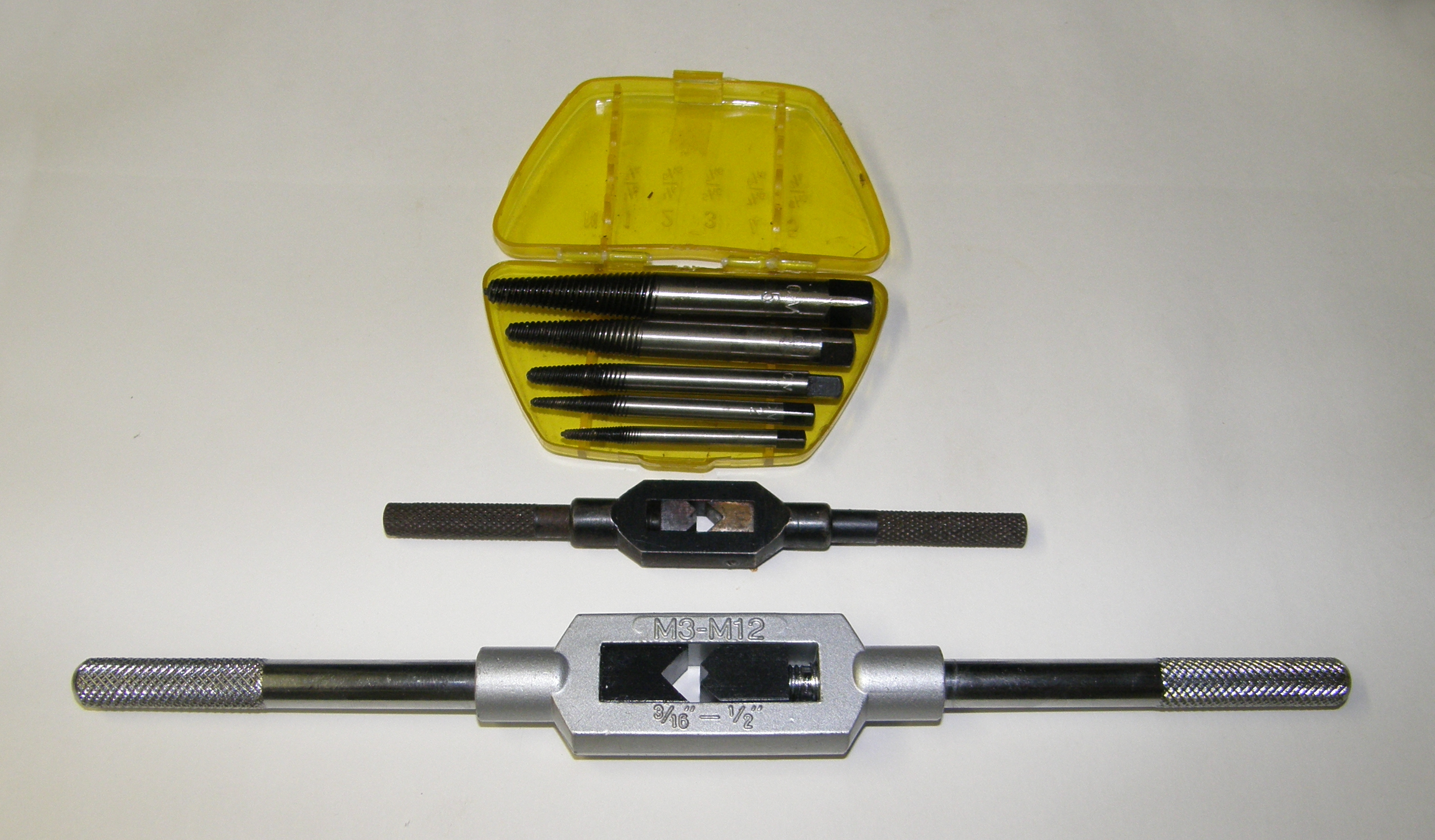
Linksausdreher mit Windeisen

Ein Linksausdreher (oder Schraubenausdreher; auch „Schweineschwanz“ oder „Totengräber“ im Sprachgebrauch der metallverarbeitenden Industrie) ist ein Werkzeug zum Herausdrehen der Reste abgebrochener Schrauben. Er hat eine schlanke konische Form und besitzt über seinen gesamten Umfang einen angewalzten oder angefrästen Linksdrall. Zum fachgerechten Arbeiten mit diesem Werkzeug ist ein Windeisen erforderlich.

## Anwendung
Die abgebrochene Schraube wird flachgefeilt, zentrisch im Gewindekern angekörnt und mit einem Bohrer etwa halben Durchmessers ausgebohrt. Dabei ist auf Fluchtung des Bohrers zur Gewindeachse zu achten. Anschließend wird der Linksausdreher gegen den Uhrzeigersinn (linksherum) eingeschraubt. Wegen der konischen Spitze sitzt er bald fest und beim Weiterdrehen wird der abgebrochene Rest der (rechtsgewindigen) Schraube herausgedreht. Die Bohrung darf nicht zu groß sein, da sonst der Schraubenrest auseinandergedrückt wird und umso fester sitzt. Manchmal ist es bei sehr festsitzenden Schraubenresten auch angebracht, das umgebende Material vorsichtig zu erwärmen, um das unterschiedliche Ausdehnungsverhalten verschiedener Werkstoffe zu nutzen.
Zum Ausdrehen festsitzender intakter Schrauben kann ein Schlagschrauber verwendet werden.